# Rich Froning Jr.
Rich Froning Jr. (født 21. juli 1987) er en amerikansk professionel crossfit-atlet, kendt for sine præstationer i Crossfit Games. Han blev den første person til at vinde titlen "Fittest Man on Earth" fire gange i træk (2011, 2012, 2013 og 2014). Froning leverede en imponerende præstation alle fire år, hvor han dominerede konkurrenter såsom Graham Holmberg, Matt Chan, Chris Spealler, Jason Khalipa og mange andre. Froning er kristen og citerer sin tro som fundamentet for alt, han gør.